# FUD
FUD(fear, uncertainty, and doubt, 번역: 두려움, 불확실성 및 의심)는 판매, 마케팅, 홍보, 정치, 여론 조사 및 컬트에 사용되는 조작적인 선전 (사회학) 전술이다. FUD는 일반적으로 부정적이고 의심스럽거나 잘못된 정보를 유포하여 인식에 영향을 미치는 전략이며, 공포에 대한 호소의 표현이다.

## 정의
"두려움, 불확실성 및 의심"이라는 용어는 1920년대까지 거슬러 올라가는 반면, 유사한 표현인 "의심, 두려움 및 불확실성"은 1693년으로 거슬러 올라간다. 1975년까지 이 용어는 마케팅 및 영업 맥락에서 FUD로 축약되어 나타난다. 홍보 분야에서도 마찬가지이다:
다루는 메시지 중 하나는 FUD이다. 이는 접근과 인사를 방해하는 고객과 영업사원 모두의 두려움, 불확실성, 의심이다.
약어 FUD는 "공포, 불확실성 및 허위 정보"로도 번역된다.
FUD는 1975년 진 암달이 IBM을 떠나 자신의 회사인 암달(Amdahl Corp.)을 설립한 후 일반적인 현재 기술 관련 의미로 처음 사용되었다.
FUD는 IBM 영업사원이 암달 제품을 고려할 수 있는 잠재 고객의 마음에 심어주는 두려움, 불확실성 및 의심이다.

## 같이 보기
- 일산화 이수소 속임수
- 더닝-크루거 효과
- 위장술책 작전
- 날조
- 이아고 (오셀로)
- 모럴 패닉
- 몽매주의
- 선전 (사회학)
- 스케어웨어
- 베이퍼웨어
- 그쪽이야말로주의